# Paul Hartig (Philologe)
Paul Hartig (* 1. Juli 1898 in Erfurt; † 15. Juni 1997 in Berlin) war ein deutscher Lehrer, Anglist und Romanist. 
Der Kaufmannssohn Hartig studierte Romanistik, Anglistik und Geschichte an den Universitäten Jena und Berlin bis zum Staatsexamen 1925. Daneben leistete er Wehrdienst und erhielt im Ersten Weltkrieg das Eiserne Kreuz II. Klasse. 1924 wurde er in Berlin promoviert. Ab 1927 war er Studienrat an der Berliner Westend-Schule und Dozent an der Berliner Universität. Von 1952 bis zu seinem Ruhestand 1964 war er Schulleiter des Französischen Gymnasiums Berlin.
In der Zeit nach 1945 war er ein Wegbereiter der deutsch-französischen Verständigung. Bereits 1946 wies er auf die modernen französischen Autoren als „Führer der Humanität“ hin. Hartig war von 1954 bis 1967 Geschäftsführender Vorsitzender der Deutsch-Französischen Gesellschaft Berlin e.V., der er bereits 1926 als Studienassessor angehört hatte. Auch publizierte er Schriften zur deutsch-französischen Geschichte wie zur Königin Luise von Preußen. Er wurde 1990 Ehrenmitglied der Akademie gemeinnütziger Wissenschaften zu Erfurt.  Zu seinen intellektuellen Freunden gehörte Bernhard Groethuysen. 

## Schriften
- (Hrsg.): Die Reise an den Niederrhein und nach Holland 1791: Das Tagebuch der späteren Königin von Preußen, Übersetzt und mit einem Kommentar von Guido de Werd, München 1987, ISBN 978-3422060104
- Das Ringen um den modernen Verfassungsstaat. Aufgaben, Probleme und Konflikte der französischen Innenpolitik im 19. und 20. Jahrhundert, Klett, Stuttgart 1978
- Die Französische Revolution, Klett, Stuttgart 1956 u.ö., Neubearbeitung mit Irmgard Hartig 1979, ISBN 3-12-422710-7
- Die Französische Revolution im Urteil der Zeitgenossen und der Nachwelt, Klett, Stuttgart 1959 u.ö., ISBN 3-12-425400-7
- Die modernen französischen Autoren als Führer der Humanität, in: Berliner Hefte für geistiges Leben 1 (1946), S. 2–11
- Englands Kriegswirtschaft, Teubner, Berlin-Leipzig 1941
- 30 Stunden Englisch für Anfänger, Langenscheidt, Berlin 1938 u.ö.
- 30 Stunden Französisch für Anfänger, Langenscheidt, Berlin 1937 u.ö.
- (Hrsg.): Handbücher der Auslandskunde. Band 1. Handbuch der Englandkunde, Frankfurt am Main 1930
- (Hrsg.): Handbuch der Frankreichkunde, Diesterweg, Frankfurt am Main, 1928
- Die Edinburger Dialektgruppe: Sprachgeschichtliche Studie über Satzproben, aufgenommen mit dem Grammophon in den Gefangenenlagern, und über den Berwickshire-Lokaldichter Calder, Leipzig 1928 (= Berliner Dissertation 1924)

Autobiografie
- Lebenserinnerungen eines Neuphilologen: aufgenommen in Berlin am 14. November 1980. Augsburg 1981